# Hypothyris completomaculata
Hypothyris completomaculata är en fjärilsart som beskrevs av Jose Francisco Zikán 1941. Hypothyris completomaculata ingår i släktet Hypothyris och familjen praktfjärilar. Inga underarter finns listade i Catalogue of Life.